# Austriacka Formuła 4
Austriacka Formuła 4 – cykl wyścigów samochodowych organizowanych w ramach mistrzostw Austrii według przepisów Formuły 4. W serii uczestniczą również pojazdy Formuły Gloria, Formuły BMW czy Formuły ADAC.

## Mistrzowie
| Sezon | Mistrz            | Zespół                | Źródło |
| ----- | ----------------- | --------------------- | ------ |
| 2015  | Kay-Patrick Braun | Dr. Kay-Patrick Braun | [ 2 ]  |
| 2016  | Kay-Patrick Braun | Dr. Kay-Patrick Braun | [ 3 ]  |
| 2017  | Michael Santos    | Michael Santos        | [ 4 ]  |
| 2018  | Lars Baumeler     | Equipe Bernoise       | [ 5 ]  |
| 2019  | Stefan Fürtbauer  | Franz Wöss Racing     | [ 6 ]  |
| 2020  | Benjámin Berta    | Gender Racing Team    | [ 7 ]  |
| 2021  | Patrick Schober   | Procar Motorsport     | [ 8 ]  |
| 2022  | Zénó Kovács       | Trevor Team           | [ 9 ]  |